# 電気通信術
電気通信術は、無線従事者国家試験の科目の一つである。また、無線従事者養成課程の授業科目・修了試験の科目の一つでもある。

## 概要
無線通信士（第四級海上無線通信士を除く。）、第一級海上特殊無線技士、航空特殊無線技士および国内電信級陸上特殊無線技士としての通信能力の技量を証明する為のもので総務省令無線従事者規則第3条に実地によると規定されている。

## 種類
電気通信術
- モールス電信：モールス符号の手送り送信および音響受信
- 直接印刷電信：テレタイプ手送り送信
- 電話：通話表を用いた通信文の送受信

2011年（平成23年）10月1日のアマチュア無線技士に対するものの全廃後のものを示す。なお、無線従事者規則では資格別に規定されているが、ここでは種類別に示す。

### モールス電信
1分間75字の速度の和文、1分間80字の速度の欧文暗語及び1分間100字の速度の欧文普通語によるそれぞれ約5分間の手送り送信及び音響受信
- 第一級総合無線通信士
- 第二級総合無線通信士

1分間70字の速度の和文、1分間80字の速度の欧文暗語及び1分間100字の速度の欧文普通語によるそれぞれ約3分間の手送り送信及び音響受信
- 第三級総合無線通信士

1分間75字の速度の和文による約3分間の手送り送信及び音響受信
- 国内電信級陸上特殊無線技士

### 直接印刷電信
1分間50字の速度の欧文普通語による約5分間の手送り送信
- 第一級総合無線通信士
- 第一級海上無線通信士
- 第二級海上無線通信士
- 第三級海上無線通信士

### 電話
1分間50字の速度の欧文（無線局運用規則別表第5号の欧文通話表による。）による約2分間の送話及び受話
- 第一級総合無線通信士
- 第二級総合無線通信士
- 第一級海上無線通信士
- 第二級海上無線通信士
- 第三級海上無線通信士
- 第一級海上特殊無線技士
- 航空無線通信士
- 航空特殊無線技士

## 実施
特殊無線技士は、試験日が一日であり他の科目を実施後、送信・送話が実施される。
無線通信士は、筆記試験と異なる日に実施される。但し、航空無線通信士は筆記試験と同日に実施されることがあり特殊無線技士と同様に行われる。
受信・受話は、機器から流れる内容を聴取し解答用紙に記入する。
送信・送話は、受験者は別室に待機し、試験員の指示で一人ずつ試験室へ入室して問題用紙に記載されている内容を送信・送話する。
無線従事者規則に基づく総務省告示

第3項 試験の方法 第2号 電気通信術を要約する。
第三級海上無線通信士、航空無線通信士、特殊無線技士は養成課程によっても取得できるがその修了試験においても同様に実施することが告示

に規定されている。
モールス電信
1.　無線局運用規則別表第1号のモールス符号を使用し、あらかじめ備付けの装置を操作することにより行う。ただし、受験者が持参した電鍵であって、指定試験機関が適当と認めるものを使用する場合は、この限りでない。
2.　次の事項を順次送信して行う。
(一)　和文電報形式による場合(各級総合無線通信士又は国内電信級陸上特殊無線技士)
(1)　・・・・　・－・　・・・・　・－・
(2)　・－・－・－
(3)　種類(あるときに限る。)
(4)　字数
(5)　発信局(発信局を番号で表すときは、「ハツ」を前置するものとする。)
(6)　発信番号(発信局を番号で表すときは、「タナ」を前置するものとする。)
(7)　受付時刻(時と分を・－・－・－によって区分するとともに数字を略体により送信するものとする。)
(8)　－・・－・・(特別取扱のあるときに限る。)
(9)　特別取扱(あるときに限る。)
(10)　・・－・・－(局内心得のあるときに限る。)
(11)　局内心得(あるときに限る。)
(12)　・－・－・－
(13)　名あて
(14)　－・・－　－　－
(15)　本文(60字を超えるときは、60字目ごとの字の次に送信する・・－　－・・の次に約5秒の間隔を置くものとする。)
(16)　・・・－・
注(1)　送信した字を訂正するには、・・・－－・を前置し、訂正しようとする字の前2、3字の適当の字から更に送信する。
注(2)　2通以上にわたるときは、各通間に約5秒の間隔を置く。
(二)　欧文電報形式による場合(各級総合無線通信士)
(1)　・・・・　・－・　・・・・　・－・
(2)　発信番号(「NR」を前置するものとする。)
(3)　種類(あるときに限る。)
(4)　発信局
(5)　語数
(6)　受付日(あるときに限る。)
(7)　受付時刻(24時制とする。)
(8)　特記事項(あるときに限る。)
(9)　－・・・－
(10)　名あて
(11)　－・・・－
(12)　本文
(13)　－・・・－(署名のあるときに限る。)
(14)　署名(あるときに限る。)
(15)　・－・－・
注(1)　送信した語字を訂正するには、・・・・・・・・(8点)を訂正しようとする字の前2、3字の適当の字から更に送信する。
注(2)　2通以上にわたるときは、各通間に約5秒の間隔を置く。
注(3)　第三級総合無線通信士の場合は、受付時刻は、M及びSを使用する12時制とし、時と分を7点に相当する間隔によって区分する。
直接印刷電信
1.　あらかじめ備付けの装置を操作することにより行う。
2.　装置の鍵盤配列は、JISX6002「情報処理系けん盤配列」による。
3.　装置は、次に掲げる機能を有する。
(一)　問題の語字、語字と語字の間隔及び復改(以下「語字等」という。)をあらかじめ記憶し、鍵盤の操作による語字等との照合をする。
(二)　問題と合致する語字等の鍵盤の操作が行われたときは、その語字等を画面に表示する。
(三)　問題と異なった語字等の鍵盤の操作が行われたときは、これを知らせる音を発生し、この語字等を画面に表示せず、かつ、画面の表示は、問題と合致する語字等の鍵盤の操作が行われるまで進行しない。
(四)　試験時間内に問題のすべての語字等の鍵盤の操作が行われたとき又は試験時間が経過したときは、試験の終了を知らせる音を発生する。
電話
1.　無線局運用規則別表第5号の欧文通話表を使用する。
2.　次の事項を順次送話する。
(一)　「始めます」の語
(二)　「本文」の語
(三)　本文
(四)　「おわり」の語
注　送話した語字を訂正するには、「訂正」の語を前置し、訂正しようとする字の前2、3字の適当の字から更に送話する。

## 合格基準
告示第4項 採点の方法及び合格の基準 第2号 電気通信術を要約する。なお、国家試験と養成課程修了試験では合格点が異なることに留意する。
モールス電信および電話
1.　各種目ごとに100を満点とする。
2.　次の表に従い減点法により得点とする。但し、減点数が100点を超える場合は100点となり得点は0点となる。
|       | 採点区分                 | 点数             |
| ----- | ------------------------ | ---------------- |
| 送 信 | 誤字、脱字、冗字         | 1字ごとに3点     |
| 送 信 | 符号不明瞭又は発音不明瞭 | 1字ごとに1点     |
| 送 信 | 未送信                   | 2字までごとに1点 |
| 送 信 | 訂正                     | 3回までごとに1点 |
| 送 信 | 品位                     | 15点以内         |
| 受 信 | 誤字、冗字               | 1字ごとに3点     |
| 受 信 | 脱字、書体不明瞭         | 1字ごとに1点     |
| 受 信 | 抹消、訂正               | 3字までごとに1点 |
| 受 信 | 品位                     | 15点以内         |

合格点
モールス電信
- 総合無線通信士　送受とも210点（但し、3種目の内に30点未満のものが無いこと）
- 陸上特殊無線技士　送受とも70点

直接印刷電信
問題文に従い、200字以上（養成課程修了試験では250文字全て）を正しく入力された場合。
電話
送受とも80点
注　送受とも合格、更に複数の種類のある試験には全種類に合格しなくてはならない。

## 免除
科目合格者に対する免除
無線従事者規則第6条第2項により、次の表の左欄に掲げる資格の国家試験において電気通信術試験の合格者が当該電気通信術の試験の行われた月の翌月の初めから起算して3年以内に実施される同表の右欄に掲げる資格の国家試験を受ける場合。
| 合格した資格                                                   | 受験資格 |
| -------------------------------------------------------------- | --- |
| 第一級総合無線通信士                                           | 第一級総合無線通信士 第二級総合無線通信士 第三級総合無線通信士 第一級海上無線通信士 第二級海上無線通信士 第三級海上無線通信士 航空無線通信士 |
| 第二級総合無線通信士                                           | 第二級総合無線通信士 第三級総合無線通信士 航空無線通信士                                                                                     |
| 第三級総合無線通信士                                           | 第三級総合無線通信士 |
| 第一級海上無線通信士 第二級海上無線通信士 第三級海上無線通信士 | 第一級海上無線通信士 第二級海上無線通信士 第三級海上無線通信士                                                                               |
| 航空無線通信士                                                 | 航空無線通信士 |

認定学校卒業者に対する免除
無線従事者規則第7条第1項およびこれに基づく告示

に基づき、総務大臣の認定を受けた学校を卒業した者が卒業の日から3年以内に実施される国家試験を受ける場合。
- 科目合格者に対する免除と同等である。

有資格者に対する免除
従事者規則第8条第1項により、次の表の左欄に掲げる有資格者の場合。
| 現有資格             | 受験資格                                  |
| -------------------- | ----------------------------------------- |
| 第二級海上無線通信士 | 第一級海上無線通信士                      |
| 第三級海上無線通信士 | 第一級海上無線通信士 第二級海上無線通信士 |
| 航空特殊無線技士     | 航空無線通信士                            |

無線従事者規則第8条第2項により、次の表の左欄に掲げる有資格者が業務経歴を有する場合。
| 現有資格             | 受験資格             | 業務経歴   |
| -------------------- | -------------------- | ---------- |
| 第二級総合無線通信士 | 第一級総合無線通信士 | 3年以上 *1 |
| 第二級総合無線通信士 | 第一級海上無線通信士 | 3年以上 *1 |
| 第二級総合無線通信士 | 第二級海上無線通信士 | 3年以上 *1 |
| 第三級総合無線通信士 | 第二級総合無線通信士 | 3年以上 *2 |
| 第三級総合無線通信士 | 第二級海上無線通信士 | 3年以上 *1 |
| 第三級総合無線通信士 | 第三級海上無線通信士 | 3年以上 *1 |

注1　業務経歴は、受験者が現に有する無線従事者の資格により、無線局（アマチュア局を除く。）の無線設備の操作に従事したものに限る。
注2　*1は海岸局又は船舶局の無線設備の通信操作に従事した者に、*2はモールス符号による通信操作に従事した者に限る。
いずれも国家試験の受験申請時に根拠条項を示して免除を申請しなければならない。

## その他
試験制度の変遷
1990年（平成2年）5月1日の資格再編後の無線従事者規則改正によるものを示す。
- 無線通信士、第一級・第二級海上特殊無線技士、航空特殊無線技士には、和文電話（能力は1分間50字の速度の和文（無線局運用規則別表第5号の和文通話表による。）による約2分間の送話及び受話）があったが逐次廃止された。

| 資格 | 施行日                    | 根拠                   |
| --- | ------------------------- | ---------------------- |
| 航空無線通信士 航空特殊無線技士 | 1996年（平成8年）4月1日   | 平成7年郵政省令第75号  |
| 第一級総合無線通信士 第二級総合無線通信士 第三級総合無線通信士 第一級海上無線通信士 第二級海上無線通信士 第三級海上無線通信士 第四級海上無線通信士 第一級海上特殊無線技士 第二級海上特殊無線技士 | 2001年（平成13年）6月20日 | 平成13年総務省令第89号 |

- 第一級・第二級・第三級アマチュア無線技士にあったモールス電信の受信が、段階的に緩和され全廃された。

| 能力                                                                     | 能力         | 能力         | 能力         | 施行日                    | 根拠                   |
| ------------------------------------------------------------------------ | ------------ | ------------ | ------------ | ------------------------- | ---------------------- |
| 第一級                                                                   | 第一級       | 第二級       | 第三級       | 施行日                    | 根拠                   |
| 和文                                                                     | 欧文         | 欧文         | 欧文         | 施行日                    | 根拠                   |
| 50字/分で3分                                                             | 60字/分で3分 | 45字/分で2分 | 25字/分で2分 | 1990年（平成2年）5月1日   | 平成2年郵政省令第18号  |
| －                                                                       | 60字/分で3分 | 45字/分で2分 | 25字/分で2分 | 1996年（平成8年）4月1日   | 平成7年郵政省令第75号  |
| －                                                                       | 25字/分で2分 | 25字/分で2分 | －           | 2005年（平成17年）10月1日 | 平成17年総務省令第95号 |
| －                                                                       | －           | －           | －           | 2011年（平成23年）10月1日 | 平成23年総務省令第48号 |
| 廃止後は、欧文モールス符号の知識を法規の科目内で取り扱うものとしている。 |              |              |              |                           |                        |

- 1996年4月より、第一級・第二級・第三級アマチュア無線技士のモールス電信の受信に際し、聴覚障害者は補助器具の使用[7]が認められた。この規定は試験の廃止に伴い、第三級は2005年10月1日に、第一級・第二級は2011年10月1日に廃止[8][9]された。

養成課程の授業時間
無線従事者規則第21条第1項第4号および第2項第4号には、無線従事者養成課程および長期型養成課程における科目毎に標準となる授業時間数を規定している。この内、電気通信術について掲げる。
| 種別                   | 資格                                                   | 時間数                 |
| ---------------------- | ------------------------------------------------------ | ---------------------- |
| モールス電信           | 国内電信級陸上特殊無線技士                             | 200時間（240時間）以上 |
| 直接印刷電信           | 第三級海上無線通信士                                   | 13時間（26時間）以上   |
| 電話                   | 第一級海上特殊無線技士 航空無線通信士 航空特殊無線技士 | 2時間（4時間）以上     |
| （）内は長期型養成課程 |                                                        |                        |

資格再編前の電気通信術の能力
- 無線通信士#取得制度の変遷
- 特殊無線技士#取得制度の変遷
- アマチュア無線技士#電気通信術の能力

を参照